# Hishimonoides dentimarginus
Hishimonoides dentimarginus är en insektsart som beskrevs av Li och Zhang 2005. Hishimonoides dentimarginus ingår i släktet Hishimonoides och familjen dvärgstritar. Inga underarter finns listade i Catalogue of Life.